# Revue de synthèse

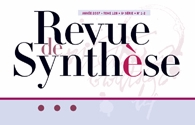
2007 (6. Serie)
© Fond. „Pour la science“

Die Revue de synthèse (Abkürzung: RSyn) ist eine 1900 von Henri Berr unter dem Namen Revue de synthèse historique gegründete französische Geschichtszeitschrift. Seit ihrer Gründung waren verschiedene Verlagspartner daran beteiligt. Heute ist sie sowohl auf Papier als auch in elektronischer Version von Brill (Verlag) vertrieben.

## Geschichte der Zeitschrift
Henri Berr gründete die Revue de synthèse im Jahr 1900, um den negativen Auswirkungen der extremen Spezialisierung und der Abschottung der verschiedenen wissenschaftlichen Disziplinen entgegenzuwirken. Die Revue wurde zu einem Raum für interdisziplinäre Begegnungen zwischen Philosophen und Historikern, Geographen und Soziologen und konnte sich bald als bedeutende wissenschaftliche Fachzeitschrift etablieren. Sie hatte wesentlichen Anteil an der Entstehung einer neuen Geschichtsschreibung, die sich konkret in der Veröffentlichung der enzyklopädischen Reihe L’Évolution de l’humanité unter der Leitung von Henri Berr und Lucien Febvre sowie der 1929 von Lucien Febvre und Marc Bloch gegründeten Annales d’histoire économique et sociale niederschlug.
Die Revue besteht aus verschiedenen Serien, von denen die erste zwischen 1900 und 1913 erschien und Henri Berrs Ursprungsprojekt entsprach. Parallel zur Gründung der Reihe L’Évolution de l’Humanité erschien zehn Jahre später, von 1913 bis 1930, die zweite Serie. Sie führte die Ziele der Revue de synthèse historique fort und erweiterte diese um die damaligen Debatten über die Erneuerung der Mathematik und der Physik, der Philosophie und der Wissenschaftsgeschichte sowie über die Herausbildung neuer Ausrichtungen in den Sozialwissenschaften. Die Revue wurde zum Organ der Foundation „Pour la science“ und des 1925 von Henri Berr gegründeten Centre international de synthèse. Einige Jahre später vollzog sie einen erneuten Wandel und erschien, als dritte Serie, von 1931 bis 1985 unter dem Titel Revue de synthèse.
Unter diesem Titel erscheint die Revue noch heute. Die Neuausrichtung im Jahr 1931 fiel in die Zeit der Gründung der Annales. Die Revue de synthèse veröffentlichte von nun an philosophische, wissenschaftsgeschichtliche, sozialwissenschaftliche und geisteswissenschaftliche Arbeiten, während die neu gegründeten Annales Beiträge aus der Wirtschafts- und Sozialgeschichte publizierte. Die von 1986 bis 2001 erschienene vierte Serie wurde wie die Vorgängerserie in Partnerschaft mit dem Verlag Éditions Albin Michel veröffentlicht. Angesichts schwindender Gewissheiten im Bereich der Wirtschafts- und Sozialgeschichte zielte sie darauf ab, die Geistesgeschichte und die Wissenschaftsgeschichte wiederzubeleben. Die Initiative dazu ging von Jacques Roger, Ernest Coumet und Jean-Claude Perrot aus. Nach diesen 16 Jahren knüpfte die Revue schließlich wieder bei ihrer Ausgangsfrage an: Wie lässt sich, unter Berücksichtigung der aktuellen Erfordernisse der philosophischen Kritik und der Anforderungen der Mathematik, der Physik und der Biologie, die Agenda für die Geschichte und die Sozialwissenschaften formulieren? In Partnerschaft mit dem Verlag Éditions Rue d'Ulm der Hochschule École normale supérieure erschien von 2002 bis 2006 eine fünfte Serie. Sie führte die lange Tradition der gewissenhaften und exakten Erforschung der Begegnungen zwischen unterschiedlichen, jedoch notwendigerweise solidarischen Disziplinen und der kritischen Bestandsaufnahme der Naturwissenschaften und der Sozialwissenschaften fort.
Ein Jahrhundert nach ihrer Gründung zog die Revue de synthèse Bilanz über die Transformationen, welche die Beziehungen zwischen den Disziplinen erfahren haben, und die spezifischen technischen und wirtschaftlichen Erneuerungen der wissenschaftlichen Publizistik. 2007 folgte die Gründung einer sechsten Serie, die gemeinsam mit dem Springer-Verlag herausgegeben wird und das Wirken der Zeitschrift auf der internationalen Wissenschaftsbühne fortführt. „Wir haben das Ideal einer Publikation verwirklicht“, schrieb schon Henri Berr 10 Jahre nach der Gründung, „die sich ständig selbst erneuert und sich ihrer Wirkung stets bewusst ist.“

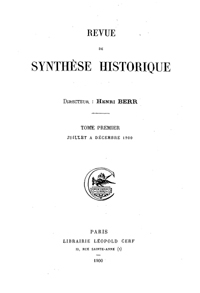
1900 (1. Serie) © Fond. „Pour la science“
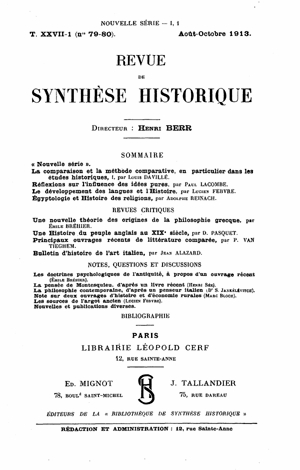
1913 (2. Serie) © Fond. „Pour la science“
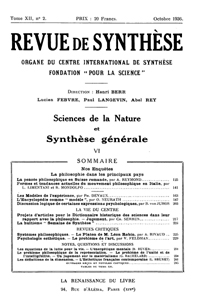
1936 (3. Serie) © Fond. „Pour la science“
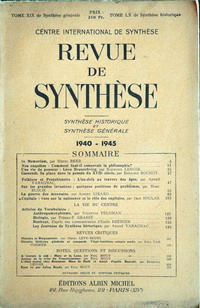
1945 (3. Serie) © Fond. „Pour la science“

## Heute
In der Selbstdarstellung der Revue de synthèse werden die heutigen Aktivitäten der Fachzeitschrift so beschrieben:

„Dank der Mitwirkung von Wissenschaftlern aus Frankreich und dem Ausland versammelt die Revue de synthèse heute Arbeiten aus der Geistesgeschichte, der Epistemologie, der Philosophie, der Soziologie, der Wirtschafts-, Sozial-, Rechts- und Kulturgeschichte. Ihr Ziel ist der Anstoß von Reflexionen an der Schnittstelle zwischen Philosophie, Wissenschaftsgeschichte und allgemeiner Geschichte sowie die Förderung der Forschung und des Austauschs über Fragen, welche die Grundlagen der Sozialwissenschaften, die Erneuerungen der Wissenschaftsforschung und die Entwicklung neuer, eigener Wege für die Geistesgeschichte betreffen.“

„Dazu untersucht die Revue die geschichtlich datierte kognitive Aktivität der Gelehrten, Philosophen, Machthaber oder Geistlichen; sie gliedert die Erarbeitung der Konzepte und Ideen, im klassischen Wortsinne, wieder in ihr genetisches Milieu ein: die anthropologische, linguistische, institutionelle und soziale Umwelt, die es ermöglichen, diese Konzepte und Ideen auszudrücken und zu verbreiten. Kurz: die Revue de synthèse misst der Geschichte der geistigen Arbeit ganz besondere Bedeutung bei. Sie versucht, die Kriterien für die Wissenschaftlichkeit der Sozialwissenschaften zu beleuchten. Unter den französischen und internationalen Publikationen kommt ihr damit eine einzigartige Stellung zu.“
Quelle: Information der Revue im französischen Centre national du Livre, Verbreitung durch die Vertragspartner.

Stärker denn je knüpft die Revue de synthèse bei der Wahrnehmung ihres Auftrags heute, vor dem Hintergrund sich wandelnder Unterteilungen der Disziplinen in Frankreich und im Ausland, an ihre ureigene Funktion an. An der Schnittstelle zwischen Philosophie, Geschichte, Naturwissenschaften und Sozialwissenschaften ist sie zentraler Akteur für die Ausbildung künftiger Wissenschaftler. Ihre seit 2007 bestehende Partnerschaft mit dem Wissenschaftsverlag Springer-Verlag erleichtert es der Revue, sich auf internationaler Ebene einzubringen.
Derartige Erneuerungen sind der Redaktion der Revue zufolge ohne eine Reflexion über den Weg, den das Expertenwissen im 20. Jahrhundert zurückgelegt hat, nicht möglich. Mit Nachdruck fördert sie daher seit Anfang der 1990er Jahre Arbeiten zur Wissenschaftsgeschichte und zur Geschichte der geistigen Arbeit im letzten Jahrhundert: durch die Organisation von Studientagen, die Bereitstellung ihrer Archive im Institut mémoires de l’édition contemporaine (IMEC) in der Normandie, die Veröffentlichung von Fachbüchern sowie die gemeinsam mit der französischen Nationalbibliothek Bibliothèque nationale de France durchgeführte Digitalisierung ihres Korpus.
Die Leitung der Revue de synthèse liegt seit 1995 bei Éric Brian Im Artikel „Travail de synthèse et diversité des langues/Synthesis work and diversity of languages“, der die Ausgabe Nr. 1 des Jahres 2007 eröffnete und auf Französisch und Englisch erschienen ist, werden die Perspektiven für die sechste und siebente Serie beschrieben.
Die Revue de synthèse ist parallel als elektronische Version und als Printmedium veröffentlicht. Ab der ersten Ausgabe 2008 wird sie vierteljährlich erscheinen und jeweils entweder über eine langfristige wissenschaftliche Problemstellung berichten oder ein aktuelles Forschungsthema inklusive zusätzlicher Texten oder relevanter Dokumente vorstellen. Kritische Reviews, Forschungschroniken, Zusammenfassungen und Rezensionen machen einen großen Teil der Zeitschrift aus.

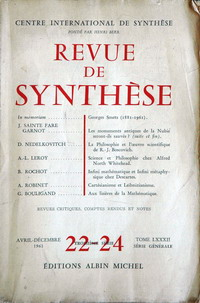
1960 (3. Serie) © Fond. „Pour la science“
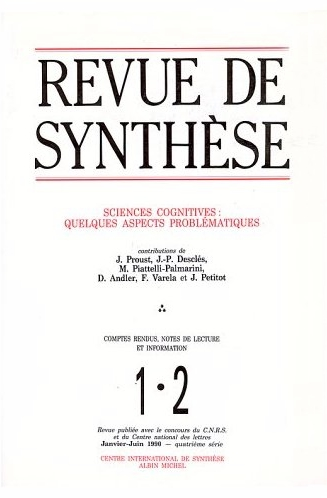
1990 (4. Serie) © Fond. „Pour la science“
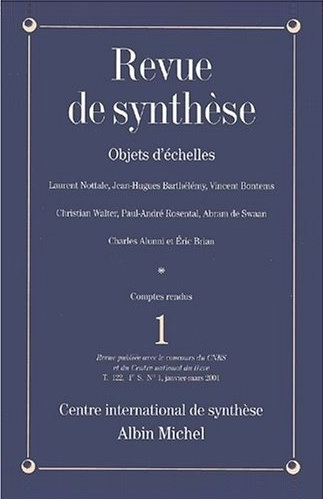
2001 (4. Serie) © Fond. „Pour la science“
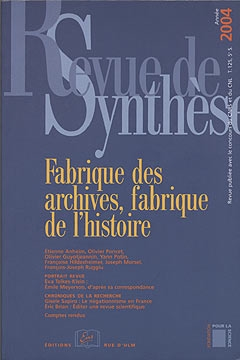
2004 (5. Serie) © Fond. „Pour la science“